# Antoni Millet i Santasusanna
Antoni Millet i Santasusanna (L'Arboç, 1800 - cap a mitjans del segle xviii) fou un metge. Estudià medicina a Cervera, on es va graduar el 1770. Va començar a exercir a Barcelona i el 1774 es va traslladar a Vic, en ser nomenat primer metge de l'Hospital de la Santa Creu d'aquesta ciutat. El 1784 va firmar en nom dels seus companys una detallada exposició dirigida a l'administració de l'hospital, relativa a la utilitat que els malalts “obstruidos y de reumatismo que vienen a él experimentarían con el uso de las aguas minerales y baños thermales”. En aquesta memòria s'aconsellava, per tal de millorar la qualitat de vida dels malalts i evitar despeses el mateix hospital, tractar els reumàtics amb els banys termals de la vila de Caldes de Montbui, i els obstruïts, amb “las aguas minerales de Ribas i San Hilario que son comunmente las que transfieren a esta ciudad para (su) curación”. A la primavera del 1790 va ser comissionat pel comte de Lacy –aleshores capità general de Catalunya- per inspeccionar i combatre una epidèmia de febres pútrides malignes que assolava la vila de Ripoll des del setembre de l'any anterior. El 1793 va abandonar Vic per incorporar-se a l'exèrcit a causa de l'esclat de la guerra a França. Durant el conflicte serví com a metge de número amb un sou de 80 escuts de billó als hospitals castrenses de Girona. En acabar la guerra Millet ja no va tornar a la seva plaça de metge de l'Hospital de Vic i es va traslladar a Barcelona, on el 1796 va ser admès com a soci agregat a la Reial Acadèmia de Medicina de la ciutat comtal. El 1797 es va traslladar a Madrid, on aquell mateix any va ser nomenat metge de família del rei. Per prendre possessió d'aquesta plaça era necessari complir una formalitat prèvia: el candidat havia de ser acceptat com a membre del Col·legi de Metges de Madrid, cosa que al seu torn exigia l'elaboració per part de l'aspirant d'un treball científic en llatí sobre un tema proposat per la junta directiva d'aquest Col·legi. En compliment d'aquest requisit, i aprofitant l'experiència com a metge a la capital vigatana, Millet va escriure una topografia mèdica de Vic, document en el qual es fa una descripció exhaustiva de la capital osonenca i de les malalties més comunes que afectaven els seus habitants. Aquest treball va ser aprovat per la junta directiva del Col·legi i el març de 1798 Millet era admès en aquesta institució, i així pogué prendre possessió de la plaça de metge de la família del rei. El mateix 1798 va convertir-se en soci numerari de la Real Academia de Medicina de Madrid després de la lectura d'una memòria sobre l'epidèmia de febres pútrides de Ripoll de l'any 1790. El 1800 una greu malaltia li provocava una hemiplegia que probablement li causà la mort aquell mateix any.
Millet escrigué:
- Topografia Medica Ausonensis Collegio Regio Médico Matritensi subjecta a Doctore Antonio Millet et Santa-Susanna, 1798. [Manuscrit conservat a la Real Academia de Medicina de Madrid]
- Memoria instructiva sobre la Epidemia acaecida en la villa de Ripoll en el Principado de Cataluña el año 1790 a que asistió por comisión del Excmo. Señor Conde de Lacy, entonces Capn. General del referido principado, y presentada a la RI Academia de Medicina de Madrid, 1798. [Manuscrit conservat per la Real Academia de Medicina de Madrid].